# 弗拉基米尔·洛普欣
弗拉基米尔·米哈伊洛维奇·洛普欣（俄语：Владимир Михайлович Лопухин，1952年5月23日—2020年5月26日），俄罗斯经济学家、政治人物，前燃料能源部部长。

## 生平
1952年生于莫斯科。1975年毕业于莫斯科国立大学经济系，后在苏联科学院世界经济与国际关系研究所、全苏系统研究所、经济预测研究所从事研究工作。1991年8月至11月，任俄罗斯苏维埃联邦社会主义共和国经济部副部长。1991年11月至1992年5月，任燃料能源部长。1992年，任俄罗斯总理国际经济合作以及燃料能源事务顾问。辞去政府职务后，在多所银行和商业公司担任董事和顾问职务。1992年至1996年，任拉扎尔银行高级顾问。2020年5月26日因2019冠狀病毒病逝世。